# Drużynowy Puchar Świata na Żużlu 2005
Drużynowy Puchar Świata 2005 (DPŚ) – piąta edycja turnieju, mająca na celu wyłonić najlepszą żużlową reprezentację świata. Finały po raz pierwszy odbyły się w trzech krajach - półfinały w Wielkiej Brytanii i Szwecji, baraż i finał w Polsce. Tytuł bronili Szwedzi.

## Zasady
To turnieju przystąpiło 14 zespołów. Osiem od turniejów eliminacyjnych (po cztery zespoły) z których do turnieju finałowego awansowali zwycięzcy.
W turnieju finałowych wystąpiło 8 reprezentacji, podzielonych na dwa półfinały po 4 zespoły. Bez eliminacji w finałach wystąpiły najlepsze sześć reprezentacji z zeszłorocznego DPŚ. Z każdego półfinału do finału awansował tylko zwycięzca. Zespoły z drugich miejsc wystąpiły w barażu. Z barażu do finału awansowały dwie najlepsze drużyny.

## Eliminacje
W eliminacjach wystąpiły drużyny, które w zeszłorocznym DPŚ zajęły miejsca 7-8 oraz pozostałe zgłoszone zespoły.

### (1) Dyneburg
5 czerwca 2005 – Dyneburg (Łotwa)
| Msc | | Drużyna / Zawodnik                                            | Biegi             | Punkty |
| --- | --- | ------------------------------------------------------------- | ----------------- | ------ |
| 1   | | Rosja                                                         | Rosja             | 61     |
| 1   | (1) Siergiej Darkin (2) Dienis Gizatullin (3) Siemion Własow (4) Rienat Gafurow (5) Oleg Kurguskin                     | (3,1,3,2,3) (2,d,3,3,2) (2,3,2,3,2) (3,3,2,3,3) (3,2,3,2,3)   | 12 10 12 14 13    |        |
| 2   | | Stany Zjednoczone                                             | Stany Zjednoczone | 52     |
| 2   | (1) Sam Ermolenko (2) Greg Hancock (3) Billy Janniro (4) Josh Larsen (5) Brent Werner                                  | (2,2,3,3,3) (3,3,3,3,3) (1,3,2,2,2) (1,3,2,1,w) (2,1,1,2,1)   | 13 15 10 7        |        |
| 3   | | Łotwa                                                         | Łotwa             | 31     |
| 3   | (1) Leonid Paura (2) Kjastas Puodzuks (3) Andriej Korolew (4) Nikolaj Kokin (5) Aleksander Iwanow                      | (1,2,1,1,2) (1,1,1,2,2) (3,1,1,1,1) (2,w,2,1,1) (1,1,1,w,1)   | 7 6 4             |        |
| 4   | | Francja                                                       | Francja           | 6      |
| 4   | (1) Mathieu Tresarrieu (2) Stephane Tresarrieu (3) Sebastien Tresarrieu (4) Jerome Lespinasse (5) Christophe Dubernand | (0,2,u,w,0,0) (0,0,0,0,0) (0,0,d,1,1) (w,-,0,0,0) (d,2,0,0,0) | 2 0 2 0 2         |        |

### (2) Terenzano
(4 lub) 6 czerwca 2005 – Terenzano (Włochy)
- zawody przerwane po 15 biegach

| Msc | | Drużyna / Zawodnik                        | Biegi      | Punkty |
| --- | --- | ----------------------------------------- | ---------- | ------ |
| 1   | | Niemcy                                    | Niemcy     | 30     |
| 1   | (1) Christian Hefenbrock (2) Rene Schafer (3) Martin Smolinski (4) Thomas Stange (5) Michael Hertrich      | (0,3,1) (1,3,3) (3,2,3) (3,3,2) (2,d,1)   | 4 7 8 3    |        |
| 2   | | Słowenia                                  | Słowenia   | 23     |
| 2   | (1) Jernej Kolenko (2) Matej Žagar (3) Izak Santej (4) Ales Kraljic (5) Denis Stojs                        | (2,2,2) (3,3,2,3) (2,0,1) (d,1,0) (1,1,-) | 6 11 3 1 2 |        |
| 3   | | Węgry                                     | Węgry      | 21     |
| 3   | (1) Norbert Magosi (2) László Szatmári (3) Sándor Tihanyi (4) Zsolt Bencze (5) Attila Stefani              | (1,0,1) (2,2,d) (1,2,3) (2,2,0) (3,1,1)   | 2 4 6 4 5  |        |
| 4   | | Włochy                                    | Włochy     | 16     |
| 4   | (1) Emiliano Sanchez (2) Simone Terenzani (3) Chirstiano Miotello (4) Mattia Carpanese (5) Daniele Tessari | (3,1,2) (d,3,d) (0,0,3) (1,0,0) (d,1,2)   | 6 3 1 3    |        |

## Półfinały
W turnieju finałowym wystąpiło 8 reprezentacji (czołowa szóstka z zeszłorocznego DPŚ oraz dwa zespoły z eliminacji.

### (1) Swindon
31 lipca 2005 – Swindon (Wielka Brytania)
| Msc | | Drużyna / Zawodnik                                                 | Biegi           | Punkty |
| --- | --- | ------------------------------------------------------------------ | --------------- | ------ |
| 1   | | Wielka Brytania                                                    | Wielka Brytania | 59     |
| 1   | (1) Joe Screen (2) Simon Stead (3) Lee Richardson (4) Scott Nicholls (5) Chris Harris                  | (0,3,3,1,1) (3,2,3,2,2) (3,3,3,3,3) (3,2,2,3,2) (2,3,2,2,3)        | 8 12 15 12      |        |
| 2   | | Dania                                                              | Dania           | 54     |
| 2   | (1) Nicki Pedersen (2) Bjarne Pedersen (3) Hans Andersen (4) Niels Kristian Iversen (5) Charlie Gjedde | (3,3,2,3,1) (2,2,3,3,2) (u,1,3,6J,3) (2,3,2,2,1) (3,0,2,0,2)       | 12 13 10 7      |        |
| 3   | | Czechy                                                             | Czechy          | 26     |
| 3   | (1) Adrian Rymel (2) Aleš Dryml (3) Lukáš Dryml (4) Tomáš Topinka (5) Tomáš Suchánek                   | (1,1,0,u,0) (0,2,0,2,2,6J) (1,1,0,s/u,-,d) (1,2,1,0,3) (0,1,1,1,-) | 2 12 2 7 3      |        |
| 4   | | Rosja                                                              | Rosja           | 17     |
| 4   | (1) Siergiej Darkin (2) Oleg Kurguskin (3) Siemion Własow (4) Dienis Gizatullin (5) Rienat Gafurow     | (2,w,1,0,d,2J) (1,0,0,1,0) (2,0,s/u,-,-) (0,0,1,1,-) (1,0,1,1,2,1) | 5 2 6           |        |

J - Joker: punkty zawodnika mnożone razy dwa

### (2) Eskilstuna
2 sierpnia 2005 – Eskilstuna (Szwecja)
| Msc | | Drużyna / Zawodnik                                           | Biegi       | Punkty |
| --- | --- | ------------------------------------------------------------ | ----------- | ------ |
| 1   | | Szwecja                                                      | Szwecja     | 51     |
| 1   | (1) Antonio Lindbäck (2) Andreas Jonsson (3) Tony Rickardsson (4) Peter Karlsson (5) Fredrik Lindgren | (1,2,2,2,2) (2,3,1,3,3) (2,3,2,3,3) (2,3,1,2,0) (2,2,2,1,2)  | 9 12 13 8 9 |        |
| 2   | | Australia                                                    | Australia   | 50     |
| 2   | (1) Leigh Adams (2) Ryan Sullivan (3) Jason Crump (4) Adam Shields (5) Davey Watt                     | (3,3,3,1,3) (1,0,1,3,3) (1,2,6J,2,3) (1,2,3,1,2) (1,1,0,2,2) | 13 8 14 9 6 |        |
| 3   | | Polska                                                       | Polska      | 49     |
| 3   | (1) Krzysztof Kasprzak (2) Piotr Protasiewicz (3) Rune Holta (4) Jarosław Hampel (5) Tomasz Gollob    | (2,1,2,1,1) (3,2,1,2,d) (3,1,3,w,1) (3,3,2,3,1) (3,1,3,3,4J) | 7 8 12 14   |        |
| 4   | | Niemcy                                                       | Niemcy      | 5      |
| 4   | (1) Christian Hefenbrock (2) Rene Schafer (3) Martin Smolinski (4) Thomas Stange (5) Mathias Schultz  | (d,0,0,0,0) (0,0,0,0,0) (0,1,0,0,1) (0,0,1,0,0) (0,0,0,1,1)  | 0 2 1 2     |        |

J - Joker: punkty zawodnika mnożone razy dwa

## Baraż
W barażu wystąpiły zespoły, które w półfinałach zajęły drugie i trzecie miejsca. Awans do finału wywalczą dwa pierwsze zespoły.

### Wrocław
4 sierpnia 2005 – Wrocław (Polska)
| Msc | | Drużyna / Zawodnik                                               | Biegi          | Punkty |
| --- | --- | ---------------------------------------------------------------- | -------------- | ------ |
| 1   | | Polska                                                           | Polska         | 63     |
| 1   | (1) Jarosław Hampel (2) Rune Holta (3) Tomasz Gollob (4) Piotr Protasiewicz (5) Grzegorz Walasek       | (3,2,3,1,1) (3,2,2,2,3) (3,3,3,2,3) (1,3,2,3,3) (3,3,3,3,3)      | 10 12 14 12 15 |        |
| 2   | | Dania                                                            | Dania          | 48     |
| 2   | (1) Kenneth Bjerre (2) Niels Kristian Iversen (3) Hans Andersen (4) Nicki Pedersen (5) Bjarne Pedersen | (2,1,1,-,1) (2,3,0,2,2) (1,3,1,1,6J,3) (3,2,1,3,3,2) (1,1,1,-,2) | 5 9 15 14 5    |        |
| 3   | | Australia                                                        | Australia      | 30     |
| 3   | (1) Davey Watt (2) Adam Shields (3) Ryan Sullivan (4) Leigh Adams (5) Steve Johnston                   | (0,1,-,-,0) (1,2,2,0,0) (2,2,0,1,0,0) (2,1,3,6J,2,1) (w,1,1,2,0) | 1 5 15 4       |        |
| 4   | | Czechy                                                           | Czechy         | 16     |
| 4   | (1) Tomáš Suchánek (2) Aleš Dryml (3) Tomáš Topinka (4) Lukáš Dryml (5) Adrian Rymel                   | (1,0,0,0,w) (0,0,2,0,2) (0,0,0,0,-) (0,d,2,1,2J,2) (2,0,0,1,1)   | 1 4 0 7 4      |        |

J - Joker: punkty zawodnika mnożone razy dwa

## Finał

### Wrocław
6 sierpnia 2005 – Wrocław (Polska)
| Msc | | Drużyna / Zawodnik                                                 | Biegi           | Punkty |
| --- | --- | ------------------------------------------------------------------ | --------------- | ------ |
| 1   | | Polska                                                             | Polska          | 62     |
| 1   | (1) Grzegorz Walasek (2) Rune Holta (3) Piotr Protasiewicz (4) Jarosław Hampel (5) Tomasz Gollob       | (0,1,3,3,3) (3,1,3,2,3) (2,2,3,3,3) (3,2,3,3,2) (3,3,2,3,3)        | 10 12 13 14     |        |
| 2   | | Szwecja                                                            | Szwecja         | 34     |
| 2   | (1) Tony Rickardsson (2) Peter Karlsson (3) Andreas Jonsson (4) Antonio Lindbäck (5) Fredrik Lindgren  | (3,2,0,0,2,0) (2,d,1,1,0) (1,3,2,4J,2) (2,0,2,1,2) (1,2,0,-,1)     | 7 4 12 7 4      |        |
| 3   | | Dania                                                              | Dania           | 31     |
| 3   | (1) Hans Andersen (2) Bjarne Pedersen (3) Kenneth Bjerre (4) Nicki Pedersen (5) Niels Kristian Iversen | (2,3,4J,0,0) (0,1,1,2,1) (3,2,2,0,0) (0,d,1,2,2,1) (2,0,1,1,-)     | 9 5 7 6 4       |        |
| 4   | | Wielka Brytania                                                    | Wielka Brytania | 27     |
| 4   | (1) Joe Screen (2) Simon Stead (3) Lee Richardson (4) Scott Nicholls (5) Chris Harris                  | (1,0,-,0,-) (1,1,1,d,2,1) (0,3,3,3,0,3) (1,3,0,0J,1,1) (0,1,0,1,-) | 1 6 12 6 2      |        |

J - Joker: punkty zawodnika mnożone razy dwa

## Klasyfikacja końcowa
| Msc | Drużyna         |
| --- | --------------- |
| 1.  | Polska          |
| 2.  | Szwecja         |
| 3.  | Dania           |
| 4.  | Wielka Brytania |
| 5.  | Australia       |
| 6.  | Czechy          |
| 7.  | Rosja           |
| 8.  | Niemcy          |